# Yorktown (Teksas)
Yorktown – miasto w Stanach Zjednoczonych, w stanie Teksas, w hrabstwie DeWitt.